# Hans Schweiss

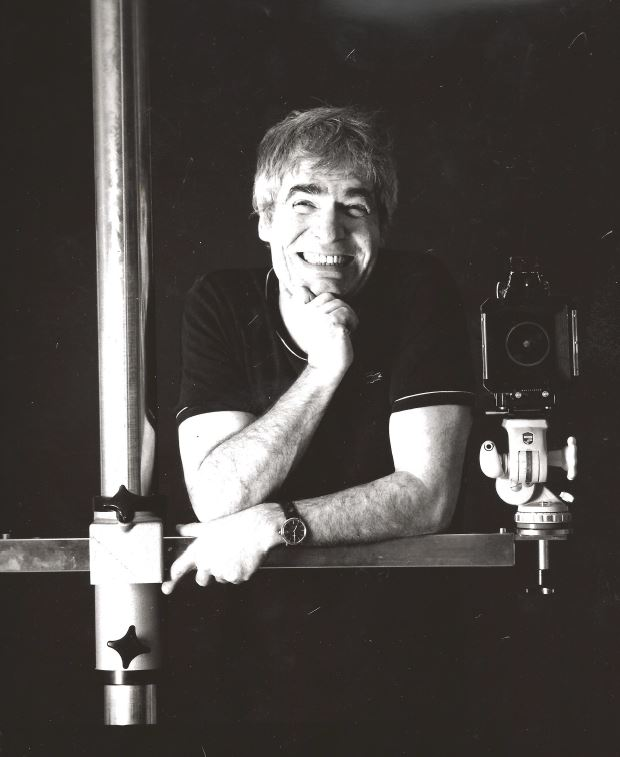
Hans Schweiss 1974 mit einer Hasselblad-Kamera

Hans Paul Schweiss (* 25. Februar 1924 in Stuttgart; † 4. November 2011 in Trarego/Viggiona, Italien) war ein deutscher Gebrauchsgrafiker, Typograf, Werbefotograf und Hochschullehrer.

## Leben und Werk
Hans Schweiss studierte von 1940 bis 1942 an der Akademie der Bildenden Künste in Stuttgart bei Friedrich Hermann Ernst Schneidler. Mit Eric Carle, ebenfalls Student bei Schneidler, war Schweiss befreundet. Nach Kriegseinsatz und Gefangenschaft setzte er von 1949 bis 1951 sein Studium an der Akademie fort. 1952 ließ er sich als freischaffender Gebrauchsgrafiker zunächst in Esslingen, 1957 in Offenbach am Main und ab 1972 in München nieder.
Schweiss gestaltete Buchumschläge, Briefmarken, Plakate, Ausstellungen und Messestände. Für Hoffmann-La Roche entwickelte er von 1956 bis 1978 zahlreiche Produktverpackungen. Für seine Werbeplakate erhielt er zahlreiche Auszeichnungen, unter anderem die Goldmedaille auf der X. Triennale di Milano 1954.
1977 gewann er den Plakatwettbewerb der Kieler Woche. Rolf Müller schrieb über seinen Entwurf, der weit über einen Plakatentwurf hinaus ging: „Er gewann, weil er mehr anbot, als ein Plakat und die Übertragung des Plakatmotivs auf Prospekttitel, Krawatten, Plaketten und Freistempler (…). Er gewann, weil er eine grafische Struktur anbot, die auf verschiedene Art und Weise, jeweils mediengerecht und technisch unkompliziert, ohne Verlust der Aussage und Anmutung formuliert werden konnte. Er gewann auch, weil er seine symbolische Interpretation der Kieler Woche nicht trendgemäss garnierte, sondern eher puristisch servierte.“
An der Werkkunstschule in Offenbach am Main (heute Hochschule für Gestaltung) leitete Hans Schweiss von 1957 bis 1968 die Fachklasse für Angewandte Grafik.
Hans Schweiss war mit der Grafikerin Ursula Schweiss (* 1935) verheiratet. Mit ihr lebte er bis zu seinem Tod 2011 in seinem Haus in Trarego/Viggiona, am Lago Maggiore. Sie haben zwei Söhne, Ramon und Karel.

## Auszeichnungen
- 1951: Das beste Plakat der Nachkriegszeit, Kunsthalle Mannheim
- 1953: Preisträger im Chopin-Plakatwettbewerb, Warschau
- 1954: Goldmedaille auf der X. Triennale di Milano
- 1953/1957: Auszeichnung für Die besten deutschen Plakate
- 1974: Kodak-Farbfoto-Auszeichnung für Industrie- und Werbekalender
- 1975/1978: Auszeichnungen Grafik-Design-Deutschland
- 1977: Plakat und visuelles Erscheinungsbild für die Kieler Woche
- 1978: Einladung zur VIII. Biennale in Brno, Tschechoslowakei[8]

## Ausstellungen
- 1954: Deutsche Gebrauchsgrafik, Gewerbemuseum Basel
- 1957: Xl. Triennale di Milano
- 1962: Deutsche Gebrauchsgrafik nach 1945, Kunstbibliothek Berlin
- 1964: AGI Ausstellung, Museum für Kunst und Gewerbe, Hamburg
- 1965: Einzelausstellung im Landesgewerbeamt Baden-Württemberg
- 1975/1978: Internationales Design Zentrum Berlin (IDZ) und in der Kunstbibliothek Berlin